# Història del peix i del marisc

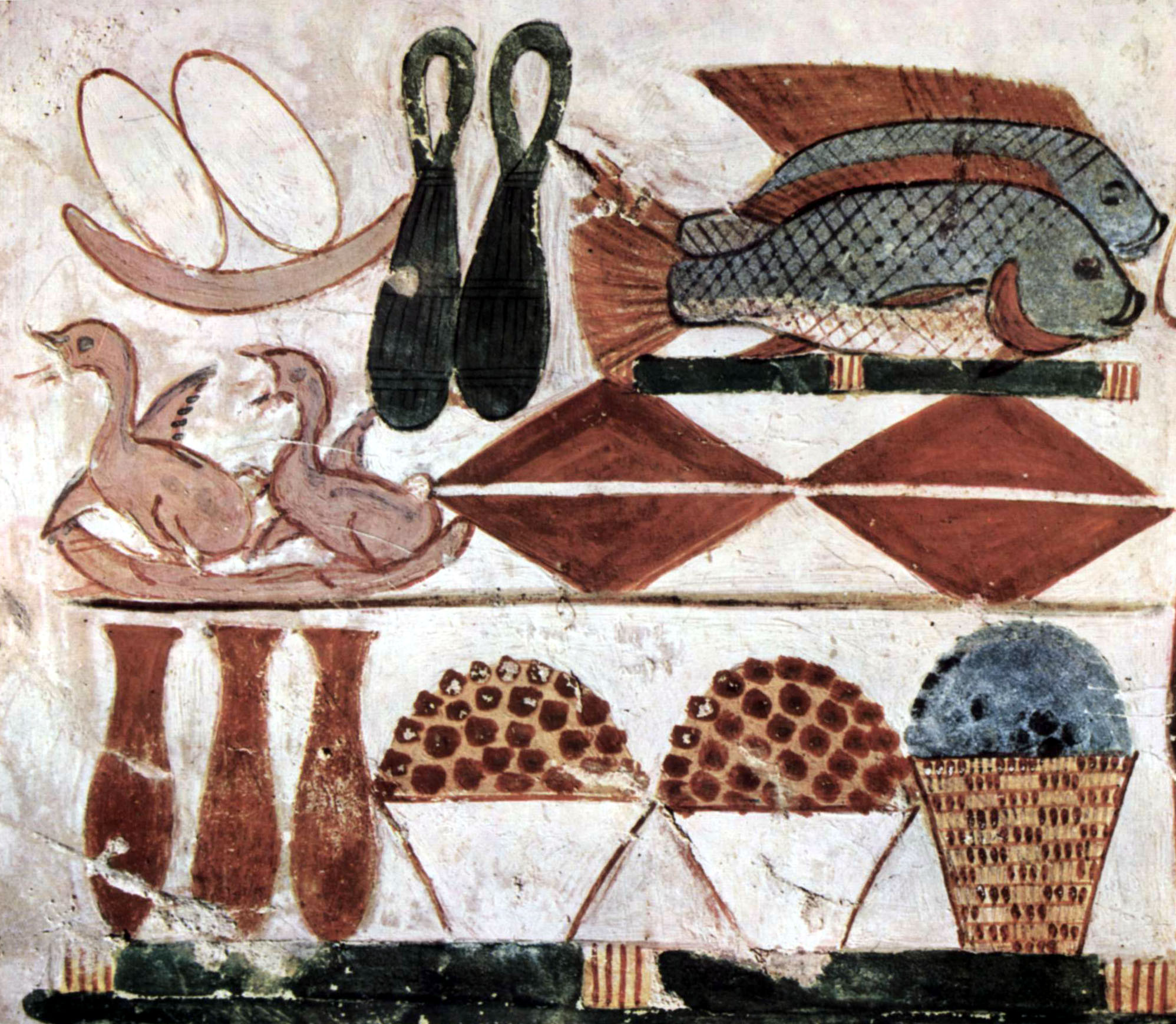
Diversos aliments representats en una cambra funerària egípcia, on també hi ha peixos (c. 1400 AC)

La història del peix i del marisc fa referència de la seva pesca, recol·lecció i consum, i es remunta a l'antiguitat. Aquestes pràctiques es remunten, almenys, fins a principis del Paleolític, ara fa uns 40.000 anys. L'anàlisi isotòpica de les restes òssies de l'home de Tianyuan (humans moderns que van viure fa 40.000 anys a l'est d'Àsia) ha permès demostrar que aquests individus consumien peix d'aigua dolça de forma regular.
Proves arqueològiques com, per exemple, els munts de petxines, les restes d'ossos de peix i pintures rupestres indiquen que els aliments marins eren importants per a la supervivència i que es consumien en importants quantitats. Durant aquest període, la majoria de la gent practicava un estil de vida caçador-recol·lector i per necessitat, es trobaven en moviment constant. No obstant això, els primers exemples d'assentaments permanents (encara que no necessàriament permanentment ocupats) com els de Lepenski Vir, estan gairebé sempre associats a la pesca com una font important d'aliment.
Antigament el riu Nil proveïa una font abundant de peixos: el peix fresc i el peix sec van ser un aliment bàsic per a gran part de la població. Els egipcis tenien instruments i mètodes específics de pesca que il·lustren en les escenes funeràries, en dibuixos i en documents de papir. Algunes representacions fan al·lusió a la pesca com un passatemps.